# Dorothy Townshend
Dorothy Townshend, nacida Walpole (18 de septiembre de 1686-29 de marzo de 1726), fue una aristócrata inglesa.

## Biografía
Dorothy fue la decimotercera hija del político Robert Walpole y su esposa Mary Burwell, siendo uno de sus hermanos el destacado político Robert Walpole. En algún momento anterior al 25 de julio de 1713, Dorothy contrajo nupcias con Charles Townshend, II vizconde Townshend, convirtiéndose en su segunda esposa y pasando a ostentar el título de vizcondesa de Townshend de Raynham. El matrimonio tuvo siete hijos:
- George Townshend (1715-agosto de 1769).
- Augustus Townshend (1716-1746).
- Horatio Townshend (1718-1764).
- Edward Townshend (25 de octubre de 1719-27 de enero de 1765).[2] Deán de Norwich (1761-1765) y canon de Westminster (1749-1761).[3]
- Richard Townshend (1721). Muerto a temprana edad.
- Dorothy Townshend (1722-1779).
- Mary Townshend. Casada en 1763 con el teniente general Edward Cornwallis (1724-14 de enero de 1776), hijo de Charles Cornwallis, IV barón Cornwallis de Eye, y Lady Charlotte Butler.[4][5]

Dorothy falleció en extrañas circunstancias el 29 de marzo de 1726, si bien la viruela figura como causa oficial de su deceso.

## Leyenda
Dorothy había mantenido una relación amorosa antes de su matrimonio con Thomas Wharton, I marqués de Wharton, quien era un conocido mujeriego el cual al parecer se había visto obligado a huir de Inglaterra por un tiempo a consecuencia de sus numerosas deudas, ocultando este hecho al vizconde y continuando supuestamente con dicha relación estando casada. Según rumores sin confirmar, tras descubrir el idilio de su esposa con Wharton, Charles ordenó que Dorothy fuese encerrada de por vida en sus habitaciones en Raynham Hall, residencia de la familia, impidiéndole ver a sus hijos y prohibiéndole cualquier contacto con el mundo exterior. Según una versión, Dorothy murió en su lugar de confinamiento por causas naturales, si bien otra versión sostiene que el vizconde optó finalmente por asesinar a su esposa arrojándola por la escalera principal de la mansión, declarando posteriormente que había fallecido a consecuencia de la viruela.
Dorothy es comúnmente identificada como la «dama marrón», un supuesto fantasma el cual ha sido visto en varias ocasiones en Raynham Hall, llegando a ser sujeto de una famosa instantánea tomada en 1936 durante un reportaje fotográfico llevado a cabo en la mansión.